# 唐古特雪莲
唐古特雪莲（学名：Saussurea tangutica）是菊科风毛菊属的植物，为中国的特有植物。分布在中国大陆的山西、河北、甘肃、四川、青海、云南、西藏等地，生长于海拔3,800米至5,000米的地区，常生长在高山流石滩或高山草甸。